# شونا بورنس
شونا بورنس (بالإنجليزية: Shauna Burns)‏ هي مغنية وعازفة بيانو ومغنية مؤلفة وملحنة أمريكية، ولدت في 1981.